# International Race of Champions 2004
International Race of Champions 2004 (IROC XXVIII) kördes över fyra omgångar med Matt Kenseth, 2003 års mästare i Nascar Winston Cup som totalvinnare.

## Delsegrare
| Datum       | Bana     | Vinnare       |
| ----------- | -------- | ------------- |
| 13 februari | Daytona  | Ryan Newman   |
| 2 april     | Texas    | Danny Lasoski |
| 9 september | Richmond | Matt Kenseth  |
| 30 oktober  | Atlanta  | Matt Kenseth  |

## Slutställning
| Plats | Förare            | Poäng |
| ----- | ----------------- | ----- |
| 1     | Matt Kenseth      | 72    |
| 2     | Ryan Newman       | 67    |
| 3     | Kevin Harvick     | 55    |
| 4     | Jimmie Johnson    | 54    |
| 5     | Kurt Busch        | 54    |
| 6     | Danny Lasoski     | 51    |
| 7     | Scott Sharp       | 32    |
| 8     | Travis Kvapil     | 31    |
| 9     | Hélio Castroneves | 28    |
| 10    | Scott Dixon       | 26    |
| 11    | Steve Kinser      | 26    |
| 12    | J.J. Yeley        | 20    |